# Albert Claude
Albert Claude (24. srpna 1898, Longlier – 22. května 1983, Brusel) byl belgický biolog, nositel Nobelovy ceny za rok 1974 (s Ch. de Duve a G. Paladem) za objevy v oblasti strukturální a funkční organizace buněk.